# Comuna Frumușița, Galați
Frumușița este o comună în județul Galați, Moldova, România, formată din satele Frumușița (reședința), Ijdileni și Tămăoani. Se află în Câmpia Covurlui; lângă Prut și Chineja; și la o altitudine de 34 m deasupra nivelului mării. Are o suprafață de 113,16 km². Populația este de 5.067 locuitori, determinată în 1 decembrie 2021, prin recensământ, chestionar.

## Așezare
Comuna se află în sud-estul județului, pe malul drept al Prutului și pe malurile râului Chineja, la limita cu raionul Cahul din Republica Moldova. Este străbătută de șoseaua națională DN26 care leagă Galațiul de Murgeni. La Frumușița, din acest drum se ramifică șoseaua județeană DJ261A, care duce spre est la Scânteiești și se termină în DN24D. Prin comună trece și calea ferată Galați–Bârlad, pe care este deservită de halta Frumușița.

## Istorie
La sfârșitul secolului al XIX-lea, comuna făcea parte din plasa Prutul a județului Covurlui, și era formată din satele Ijdileni, Frumușița, Tămăoani și Scânteiești, având în total 2262 de locuitori. În comună funcționau două mori cu aburi, trei biserici și trei școli — una de băieți și una de fete în Frumușița, și încă una mixtă în Scânteiești, având în total 56 de elevi, dintre care 8 fete. Anuarul Socec din 1925 o consemnează în plasa Prutul de Jos a aceluiași județ, având aceeași componență și 3011 locuitori. În 1931, satul Scânteiești a fost transferat nou-înființatei comune Fântânele.
În 1950, comuna a fost transferată raionului Galați (și între 1952 și 1956 raionului Bujor) din regiunea Galați. În 1968, a trecut la județul Galați.

## Monumente istorice
Două obiective din comuna Frumușița sunt incluse în lista monumentelor istorice din județul Galați ca monumente de interes local. Unul este situl arheologic de la Ijdileni — ansamblu alcătuit dintr-o așezare medievală (secolele al XIV-lea–al XVII-lea), una medievală timpurie (secolele al IX-lea–al XI-lea), una din epoca migrațiilor (secolul al IV-lea e.n.) și una din perioada Halstatt (secolele al XI-lea–al X-lea î.e.n.). Altul este monumentul istoric de arhitectură reprezentat de gara de la Frumușița (1909).

## Demografie
Componența etnică a comunei Frumușița
     Români (76,59%)
     Romi (17,25%)
     Alte etnii (0,04%)
     Necunoscută (6,12%)
Componența confesională a comunei Frumușița
     Ortodocși (92,91%)
     Alte religii (0,59%)
     Necunoscută (6,49%)
Conform recensământului efectuat în 2021, populația comunei Frumușița se ridică la 5.067 de locuitori, în creștere față de recensământul anterior din 2011, când fuseseră înregistrați 4.800 de locuitori. Majoritatea locuitorilor sunt români (76,59%), cu o minoritate de romi (17,25%), iar pentru 6,12% nu se cunoaște apartenența etnică. Din punct de vedere confesional, majoritatea locuitorilor sunt ortodocși (92,91%), iar pentru 6,49% nu se cunoaște apartenența confesională.

## Politică și administrație
Comuna Frumușița este administrată de un primar și un consiliu local compus din 15 consilieri. Primarul, Ștefan Sorocolet[*], de la Partidul Social Democrat, este în funcție din 1 noiembrie 2024. Începând cu alegerile locale din 2024, consiliul local are următoarea componență pe partide politice:
|  | Partid                       | Consilieri | Componența Consiliului | Componența Consiliului | Componența Consiliului | Componența Consiliului | Componența Consiliului | Componența Consiliului | Componența Consiliului | Componența Consiliului |
|  | ---------------------------- | ---------- | ---------------------- | ---------------------- | ---------------------- | ---------------------- | ---------------------- | ---------------------- | ---------------------- | ---------------------- |
|  | Partidul Social Democrat     | 8          |                        |                        |                        |                        |                        |                        |                        |                        |
|  | Partidul Național Liberal    | 5          |                        |                        |                        |                        |                        |                        |                        |                        |
|  | Partida Romilor „Pro Europa” | 2          |                        |                        |                        |                        |                        |                        |                        |                        |

## Personalități născute aici
- Toma Dimitriu (1908 - 1984), actor.